# بانکداری اختصاصی
بانکداری اختصاصی (به انگلیسی: Private banking) به طیف وسیعی از خدمات مالی و غیرمالی با کیفیت بالا برای مشتریان ثروتمند و افراد خانواده آن‌ها اطلاق می‌شود، که توسط بانک‌ها ارائه می‌گردد.
ویژگی اصلی «بانکداری اختصاصی» بیشتر به کیفیت و نحوه ارائه خدمت بر می‌گردد، نه به خود خدمت. اگر چه امروزه بانک‌ها اقدام به ارائه خدماتی نظیر حسابداری، وکالت، کارگزاری، سرمایه‌گذاری، بیمه و مشاوره مالی که ارتباط زیادی با بانک نداشت نیز، می‌پردازند.
این بانکها با بررسی دقیق بازارها مبتنی بر میزان و منشأ ثروت در مناطق گوناگون، مشتریان هدف خود را انتخاب می‌کنند و با ارائه خدمات متنوع و با کیفیت به آنها، سعی در افزایش میزان سودآوری هر مشتری دارند.
خدمات سرمایه‌گذاری در بازارهای مالی در سراسر دنیا بخش عمده تشکیل دهنده خدمات این بانک هاست. با توجه به ماهیت تخصصی این خدمات و تحلیلهای پیچیده مورد نیاز جهت کاهش ریسک و افزایش بازده سرمایهگذاری، این بانکها از پرسنل کارآزموده در بخش تحقیقات بازاریابی خود بهره می‌جویند. نقش بانکداری اختصاصی در ایجاد درآمد در بانک‌ها می‌تواند متفاوت باشد، اما در برخی از بانک‌های منطقه خاورمیانه و اروپا این واحد در حدود نیمی از درآمد زایی بانک را به خود اختصاص داده است.

## پیشینه
بانکداری اختصاصی پدیده‌ای نو در جهان نیست. پیشینه این خدمت در کشورهای سوئیس و بریتانیا، دست کم به ۲۰۰ سال پیش برمی‌گردد. در سه دهه اخیر نیز بانکداری اختصاصی شکل نوین به خود گرفته و در تمام جهان ارائه می‌شود.
سوئیس قطب بانکداری در جهان بوده و خدمت بانکداری اختصاصی را در همه جهان گسترش داده است، هم‌اکنون با جهانی شدن خدمات، بسیاری از بانک‌ها به این مقوله پرداخته‌اند. هر بانک بسته به استراتژی‌ها و اهداف خود تعریف متفاوتی از بانکداری اختصاصی و مشتریان هدف دارد، همچنین منطقه‌ای که این خدمت در آن ارائه می‌شود در تعریف و اختصاصی کردن این تعاریف نقش بسزایی دارد، ولی همه بانک‌ها بر این امر توافق دارند، که بانکداری اختصاصی؛ یعنی ارائه خدمات خاص به مشتریان ویژه. بانک‌های بین‌المللی و منطقه‌ای به علت تغییرات اقتصادی جهان همواره در خطر هستند، ازاین‌رو با ارائه خدمات متفاوت تلاش در کاهش ریسک داشته و در مواقع کاهش سود و افزایش رقابت در بانکداری حوزه حیات خود را با بانکداری اختصاصی تضمین می‌کنند.
مهم‌ترین مسئولیت بانک‌ها در ارائه خدمات بانکداری اختصاصی، شناخت و ارزیابی ریسک سرمایه‌گذاری و مدیریت سرمایه‌گذاری است. هدف از مدیریت ریسک، کاهش خطرات ریسک مرتبط با پروژه موردنظر است، البته تا حدی که از طرف جامعه قابل توجیه و قابل برنامه‌ریزی باشد.

## رتبه‌بندی یورومانی
فهرست زیر توسط یورو مانی تنظیم شده، که بزرگترین ارائه‌کنندگان خدمات بانکداری اختصاصی در جهان را، در سال‌های ۲۰۱۲ و ۲۰۱۳ رتبه‌بندی کرده‌است.
| رتبه ۲۰۱۳ | بانک            | رتبه ۲۰۱۲ |
| --------- | --------------- | --------- |
| ۱         | یوبی‌اس          | ۲         |
| ۲         | کردیت سوئیس     | ۱         |
| ۳         | جی‌پی مورگان چیس | ۴         |
| ۴         | اچ‌اس‌بی‌سی        | ۳         |
| ۵         | سیتی‌گروپ        | ۵         |
| ۶         | دویچه بانک      | ۶         |
| ۷         | مریل لینچ       | ۹         |
| ۸         | سانتاندر گروپ   | ۸         |
| ۹         | ب ان پ پاریبا   | ۷         |
| ۱۰        | گلدمن ساکس      | ۱۱        |

## رتبه‌بندی جهانی
در زیر ۲۰ بانک بزرگ جهان در سال ۲۰۱۳، بر پایه میزان سرمایه تحت مدیریت از بخش بانکداری اختصاصی، رتبه‌بندی شده‌اند.
| رتبه | بانک                   | کشور                | سرمایه تحت مدیریت (میلیارد دلار <$>) |
| ---- | ---------------------- | ------------------- | ------------------------------------ |
| ۱    | یوبی‌اس                 | سوئیس               | ۱٬۷۰۵٫۰                              |
| ۲    | بنک آو آمریکا          | ایالات متحده آمریکا | ۱٬۶۷۳٫۵                              |
| ۳    | ولز فارگو              | ایالات متحده آمریکا | ۱٬۴۰۰٫۰                              |
| ۴    | مورگان استنلی          | ایالات متحده آمریکا | ۱٬۳۰۸٫۰                              |
| ۵    | کردیت سوئیس            | سوئیس               | ۸۵۴٫۶                                |
| ۶    | رویال بانک کانادا      | کانادا              | ۶۲۸٫۵                                |
| ۷    | اچ‌اس‌بی‌سی               | بریتانیا            | ۳۹۸٫۰                                |
| ۸    | دویچه بانک             | آلمان               | ۳۸۷٫۳                                |
| ۹    | ب ان پ پاریبا          | فرانسه              | ۳۴۶٫۹                                |
| ۱۰   | پیکتت                  | سوئیس               | ۳۲۲٫۲                                |
| ۱۱   | جی‌پی مورگان چیس        | ایالات متحده آمریکا | ۳۱۸٫۰                                |
| ۱۲   | سیتی‌گروپ               | ایالات متحده آمریکا | ۲۵۰٫۰                                |
| ۱۳   | گلدمن ساکس             | ایالات متحده آمریکا | ۲۴۰٫۰                                |
| ۱۴   | ای‌بی‌ان آمرو            | هلند                | ۲۱۲٫۷                                |
| ۱۵   | بارکلیز                | بریتانیا            | ۲۰۱٫۴                                |
| ۱۶   | جولیوس بائر            | سوئیس               | ۲۰۰٫۸                                |
| ۱۷   | نورترن تراست           | ایالات متحده آمریکا | ۱۹۷٫۷                                |
| ۱۸   | بانک نیویورک ملون      | ایالات متحده آمریکا | ۱۷۹٫۰                                |
| ۱۹   | لومبارد اودیر اند سیئه | سوئیس               | ۱۷۵٫۵                                |
| ۲۰   | سانتاندر گروپ          | اسپانیا             | ۱۷۲٫۷                                |

## بانکداری اختصاصی در ایران
خدمات بانکداری اختصاصی در ایران، اولین بار توسط بانک صادرات ایران ارائه گردید و هم‌اکنون بانک‌های دیگر نیز شروع به ارائه این سرویس شرایط مختلف کرده‌اند.